# Sebastiano Visconti Prasca
Sebastiano Visconti Prasca (Roma, 27 febbraio 1883 – Monte Porzio Catone, 25 febbraio 1961) è stato un generale italiano, veterano della guerra italo-turca e della prima guerra mondiale, raggiunse il grado di generale di corpo d'armata del Regio Esercito ed è noto per aver diretto, con clamoroso insuccesso, le fasi iniziali della Campagna di Grecia durante il secondo conflitto mondiale.

## Biografia
Nacque a Roma il 27 febbraio 1883, membro della nobile famiglia dei Visconti Prasca, patrizi di Alessandria.
Arruolatosi nel Regio Esercito iniziò a frequentare la Regia Accademia Militare di Fanteria e Cavalleria di Modena da cui uscì con il grado di sottotenente assegnato all'arma di fanteria nel 1904. Prese parte alla guerra italo-turca, dove fu insignito della Medaglia di bronzo al valor militare e successivamente alla Grande Guerra, al termine della quale risultava insignito di una seconda Medaglia di bronzo al valor militare e della Croce al merito di guerra.
Promosso tenente colonnello nel 1917, entrò alla Scuola di guerra dell'esercito di Torino, al termine della quale prestò servizio presso lo Stato maggiore. Nel gennaio 1920 andò in Germania come membro della Commissione Inter-alleata per la Slesia Superiore, ma nel 1921 ritornò in Italia, assegnato al Ministero della Guerra, e nel 1922 entrò nel Consiglio dell'Esercito.
A partire dal marzo 1924 fu Addetto militare presso l'Ambasciata del Regno d'Italia a Belgrado per un periodo di sei anni, venendo richiamato in Patria nel 1930 in quanto accusato, neanche molto velatamente, dal governo jugoslavo di aver esercitato attività spionistiche sul suolo nazionale. Ritornato per un breve periodo allo Stato maggiore, assunse il comando del 36º Reggimento fanteria e poi di quello della piazza militare di Bologna.
Nell'ottobre 1933 fu assegnato all'Ufficio del Capo di stato maggiore dell'esercito, generale Pietro Badoglio. Fu successivamente allontanato da tale incarico per decisione dello stesso Capo di stato maggiore, in quanto sospettato di avere rivelato un accordo segreto concluso tra lo stesso Badoglio e il generale francese Maurice Gamelin. Sempre considerato francofilo, ancora pochi mesi dopo lo scoppio della seconda guerra mondiale egli dichiarava che la sconfitta del Terzo Reich per opera dei Alleati era da considerarsi inevitabile.

### L'influenza sulla guerra d'Etiopia
In quello stesso mese di ottobre pubblicò un libro di strategia militare dal titolo, eloquente, di Guerra decisiva nella quale teorizzava una guerra lampo movimentista e rapida, che venne letto in anteprima dallo stesso Benito Mussolini. Al Duce il libro piacque moltissimo e non è da escludere che tale volume abbia avuto un'influenza decisiva nelle vicende che portarono allo scoppio della guerra d'Etiopia.
Mussolini lo apprezzava moltissimo, sin da quando era addetto militare a Belgrado: già nel 1931 l'ammirazione era tale che se ne trova un accenno in proposito nelle note dell'archivio del generale Pietro Gazzera. Nell'aprile del 1934, su incarico di Badoglio, eseguì una ricognizione in Eritrea e al suo ritorno scrisse una relazione che fu di aiuto nella stesura dei piani di invasione dell'Etiopia, che si sarebbero concretizzati l'anno successivo.
Nel mese di dicembre dello stesso anno divenne comandante del Corpo di spedizione italiano addetto al controllo della Saar nell'ambito di una decisione assunta dalla Lega delle Nazioni per supervisionare le elezioni amministrative che si tenevano in quella regione. Nel gennaio 1935 fu promosso al grado di generale di brigata, diventando Aiutante di campo onorario di S.M. il Re Vittorio Emanuele III. Nel settembre dello stesso anno assunse il comando della 5ª Brigata fanteria "Cosseria", nel settembre 1937 fu promosso al grado di generale di divisione e nel mese di dicembre assunse il comando della 2ª Divisione Celere "Emanuele Filiberto Testa di Ferro".
Fu per un breve periodo addetto militare a Parigi, dove seguì il rapido deterioramento delle relazioni bilaterali italo-francesi, avvenute subito dopo l'invasione della Cecoslovacchia da parte delle truppe tedesche. Dopo l'occupazione dell'Albania, avvenuta nell'aprile del 1939, rimase ancora a Parigi, ma fu richiamato in Patria alla fine dell'anno, assegnato alla Stato Maggiore Generale. Per un breve periodo fu comandante del III Corpo d'armata posizionato lungo il confine francese in previsione dell'entrata in guerra del Regno d'Italia a fianco della Germania.

### La campagna di Grecia
Il 26 maggio, su raccomandazione del Ministro degli esteri Galeazzo Ciano e del Sottocapo di Stato maggiore generale Ubaldo Soddu, divenne Comandante in capo delle forze armate italiane presenti in Albania (Comando Superiore Truppe Albania), al posto del generale Carlo Geloso. Durante l'incontro di presentazione con Mussolini, avvenuto a Palazzo Venezia, non si parlò di guerra contro la Grecia o la Jugoslavia. Al suo arrivo in Albania si trovò al comando di un Corpo d'armata rinforzato, forte all'incirca di 100 000 uomini, comprendente cinque divisioni nonché unità ausiliarie e reparti albanesi pari all'incirca a ulteriori due divisioni.
Appena insediatosi al posto di comando si adoperò direttamente per la costituzione di alcune bande di irregolari albanesi, al comando di Xhafer Bey Ypi e Kazim Bey Kokuli. Il 1º giugno, pochi giorni prima dell'entrata in guerra dell'Italia, fu elevato al grado di generale di corpo d'armata. Nel mese di luglio Mussolini, spinto dal Ministro degli esteri Galeazzo Ciano, per controbilanciare la sconfitta di Graziani in Nord Africa e i successi ottenuti dalla Wehrmacht, prese la decisione di attaccare un paese neutrale, senza consultare l'alleato tedesco. Il Regno Ellenico fu il bersaglio scelto, perché considerato facile da conquistare, anche per via della valutazione da lui fatta sulla scarsa volontà di combattere dei greci.
Lo Stato Maggiore Generale elaborò un piano di invasione, denominato "Esigenza G" o "Emergenza G". Il piano iniziale delle operazioni fu studiato dal generale Geloso, su ordine di Mussolini, al suo rientro dall'Albania. Esso prevedeva l'utilizzo di 11 divisioni, due reggimenti di cavalleria e uno di granatieri, ma per la sua riuscita era previsto che l'esercito bulgaro attaccasse contemporaneamente in Tracia, distogliendo parte delle forze greche dal fronte dell'Epiro. Il successivo piano prevedeva l'uso di venti divisioni, con relativo supporto logistico, che dovevano trovarsi in Albania prima dell'inizio delle operazioni belliche. L'11 agosto fu convocato da Ciano a Roma, dove il ministro lo mise al corrente della decisione di invadere la Ciamuria e le isole Ioniche, ordinandogli di prepararsi a iniziare le operazioni entro la fine del mese.
A Tirana egli lavorò a lungo sulla stesura di un piano d'invasione della Grecia che richiedeva l'uso di quattro divisioni binarie, cioè su due reggimenti, che avrebbero attaccato su un fronte lungo circa 60 miglia. Il giorno 14 Badoglio, informato del precedente incontro quando questo era ormai avvenuto, gli ordinò di eseguire solo gli ordini provenienti dallo Stato Maggiore Generale.
Il 13 ottobre fu presa la decisione ufficiale di attaccare la Grecia, comunicata da Mussolini a Badoglio durante una riunione al vertice a cui, oltre a lui, parteciparono Mussolini, Badoglio, Ciano e Francesco Jacomoni di San Savino, con data di inizio delle operazioni fissata per il giorno 26, poi posticipata al 28.
Il giorno 28, ormai con la stagione invernale alle porte, le truppe italiane passarono all'offensiva su tutto l'aspro e infido territorio montuoso che costituiva il fronte dell'Epiro, incontrando nella marcia una debole resistenza tanto che egli telegrafò a Roma che l'avanzamento stava procedendo a "ritmo accelerato". A causa delle pessime condizioni meteorologiche e dell'inizio dei contrattacchi lanciati dal Capo di stato maggiore dell'esercito greco Alexander Papagos, l'avanzata venne però sospesa l'8 novembre.

### L'esonero dal comando
Mussolini, infuriato, lo esonerò dal comando quello stesso giorno, sostituendolo con il generale Ubaldo Soddu, il quale, pressato anch'egli incessantemente dal dittatore, non riuscì nell'intento di ribaltare le sorti del conflitto e fu a sua volta sostituito, poco tempo dopo, direttamente dal nuovo Capo di stato maggiore generale Ugo Cavallero, che si trasferì da Roma a Tirana per dirigere da lì la guerra sul fronte greco. Cavallero gli affidò il comando della neocostituita 11ª Armata che, sorta il 9 novembre per trasformazione del preesistente Comando Superiore Truppe Albania e forte dell'VIII e XXV Corpo d'armata (ex Corpo d'armata Ciamuria), era schierata nel settore sud; successivamente estese il proprio schieramento dal massiccio del Pindo al mar Jonio.
Quando Soddu arrivò in Albania ordinò alle truppe di attestarsi definitivamente sulla difensiva, in quanto l'offensiva iniziale doveva considerarsi fallita. L'esercito italiano e più in generale la politica estera fascista subirono, a causa del pesante insuccesso diplomatico e militare, un forte contraccolpo: il 4 dicembre le dimissioni presentate dal Capo di stato maggiore generale Maresciallo d'Italia Badoglio furono accettate da Mussolini, che lo sostituì con il generale Cavallero. L'esonero di Visconti Prasca dal comando dell'11ª Armata arrivò già il giorno 11 novembre, sostituito da Carlo Geloso, e nel mese di dicembre venne definitivamente posto in congedo. Più volte, inutilmente, presentò appello contro tale decisione, ma non venne mai reintegrato in servizio.
Dopo l'armistizio dell'8 settembre 1943 si unì ai movimenti di Resistenza contro gli occupanti tedeschi, ma il 24 ottobre fu arrestato e successivamente condannato a morte. La sentenza venne commutata nella prigionia in Germania, dove fu internato nell'Offizierslager 64Z di Schocken (Poznań), da dove nell'aprile 1945 fu liberato assieme a molti altri ufficiali superiori dall'Armata Rossa. Durante tale periodo ebbe modo di assistere personalmente all'arrivo delle truppe sovietiche a Berlino.
Rientrato in Italia nell'ottobre dello stesso anno, pubblicò un libro di memorie intitolato Ho aggredito la Grecia (Rizzoli, 1946), velleitario nel tentativo di auto-riabilitarsi e sminuire le sue responsabilità nella catastrofe greca dell'esercito italiano; ancora dopo la fine della guerra aveva, invano, chiesto al Presidente della Repubblica Luigi Einaudi di esaminare il suo ricorso contro la destituzione del 1940. Fu Gran Maestro del Capitolare Militare Ordine dei Cavalieri della Concordia. Dal 1951 fino alla sua morte fu Gran Maestro del Sovrano Militare Ordine di San Giorgio in Carinzia. Sposato con Angelica Zoppi, figlia del senatore Vittorio, si spense a Monte Porzio Catone, vicino a Roma, il 25 febbraio 1961.

## Pubblicazioni
- La guerra decisiva, Arti Grafiche Ubezzi & Dones, Milano, 1935.
- Giovanna d'Arco, Fratelli Treves Editori, Milano, 1937.
- La Jugoslavia e gli Jugoslavi, Fratelli Treves Editori, Milano, 1938.
- Ho aggredito la Grecia, Rizzoli Editore, Milano, 1947.

### Annotazioni
1. ↑  Udienza da Sua Eccellenza Mussolini il 20 aprile 1931-IX a Palazzo Venezia ore 17,15.
2. ↑  Dipendente dal Gruppo d'armate Sud agli ordini del Maresciallo d'Italia Emilio De Bono, in pratica il Comando Superiore Truppe Albania disponeva solamente del XXVI Corpo d'armata.
3. ↑  Si trattava delle divisioni di fanteria "Arezzo", da montagna "Venezia", "Ferrara", la alpina "Julia" e la corazzata "Centauro".
4. ↑  Secondo l'autore Mario Cervi se fosse stato ritenuto necessario inviare un'intera armata in Albania per invadere la Grecia, probabilmente il comandante sarebbe stato un ufficiale diverso da Visconti Prasca, che era un generale di Corpo d'Armata di fresca nomina.

### Fonti
1. ↑  Gazzetta del Regno d'Italia n.227, del 29 settembre 1904.
2. 1 2  Vento 2010.
3. 1 2 3  Cervi 1965, p. 54.
4. ↑  Minniti 1994, p. 101.
5. 1 2  Minniti 1994, p. 108.
6. 1 2  Gin 2012, p. 26.
7. 1 2 3  Knox 1982, p. 107.
8. 1 2 3  Pearson 2006, p. 7.
9. 1 2  Cervi 1965, p. 55.
10. 1 2 3 4 5 6  Kennedy 2007, p. 462.
11. ↑   Cervi, Mario (1965). Storia della guerra di Grecia. Rizzoli..
12. ↑  L. Perrone-M. Pietrosanto, Mio nonno racconta la campagna di Grecia, Giano n. 4/2020, p. 38.
13. 1 2 3  Cervi 1965, p. 56.
14. 1 2  Knox 1982, p. 171.
15. 1 2  Knox 1982, p. 172.
16. 1 2  Kennedy 2007, p. 463.
17. ↑  Trionfi 2014, p. 563.
18. ↑  Trionfi 2014, p. 550.
19. ↑  Gazzetta Ufficiale del Regno d'Italia, n.257, 2 novembre 1940.
20. ↑  Gazzetta Ufficiale del Regno d'Italia, n.94, 19 aprile 1924.